# Хантингтаун (Мериленд)
Хантингтаун (енгл. Huntingtown) насељено је место без административног статуса у америчкој савезној држави Мериленд.

## Демографија
По попису из 2010. године број становника је 3.311, што је 875 (35,9%) становника више него 2000. године.
| Група             | 2000.         | 2010.         |
| Белци             | 1.930 (79,2%) | 2.560 (77,3%) |
| Афроамериканци    | 415 (17,0%)   | 493 (14,9%)   |
| Азијати           | 19 (0,8%)     | 80 (2,4%)     |
| Хиспаноамериканци | 21 (0,9%)     | 74 (2,2%)     |
| Укупно            | 2.436         | 3.311         |